# Alejandro Martínez
Alejandro Martínez Plasencia (Barcellona, 23 maggio 1966) è un allenatore di pallacanestro spagnolo.

## Palmarès
- Copa Princesa de Asturias: 1

Canarias: 2012